# Élections législatives kazakhes de 1970
Des élections législatives se sont tenues au Kazakhstan en 1970.